# Rubus nivalis
Rubus nivalis är en rosväxtart som beskrevs av David Douglas och William Jackson Hooker. Rubus nivalis ingår i släktet rubusar, och familjen rosväxter. Inga underarter finns listade i Catalogue of Life.

## Bildgalleri

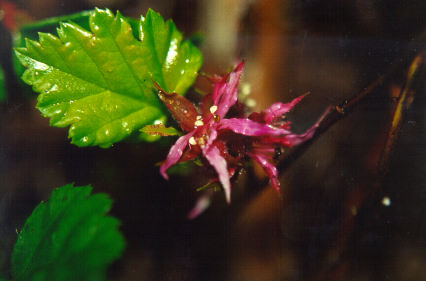
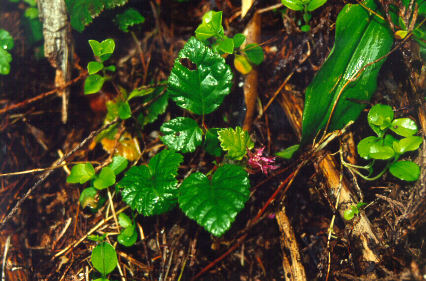
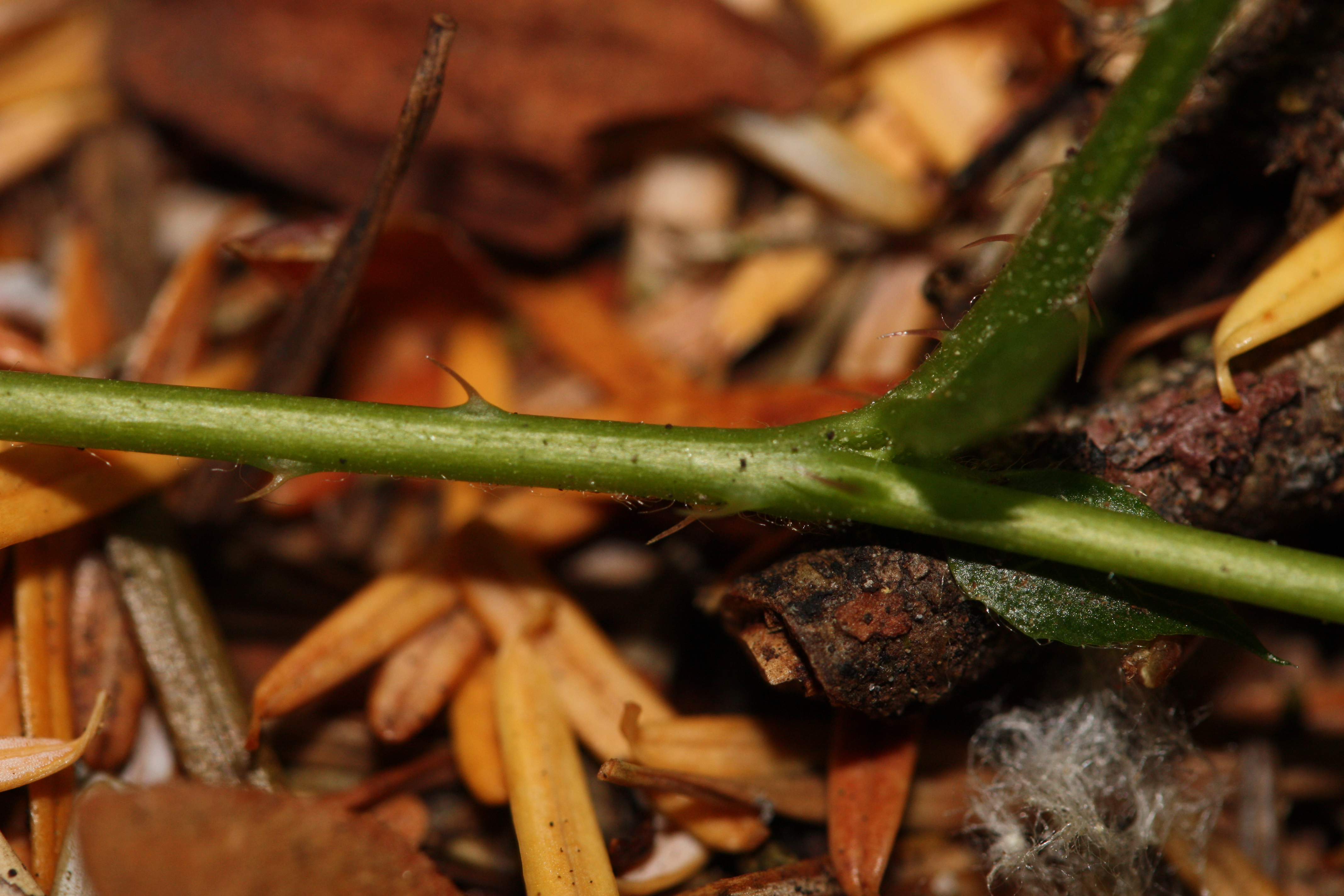
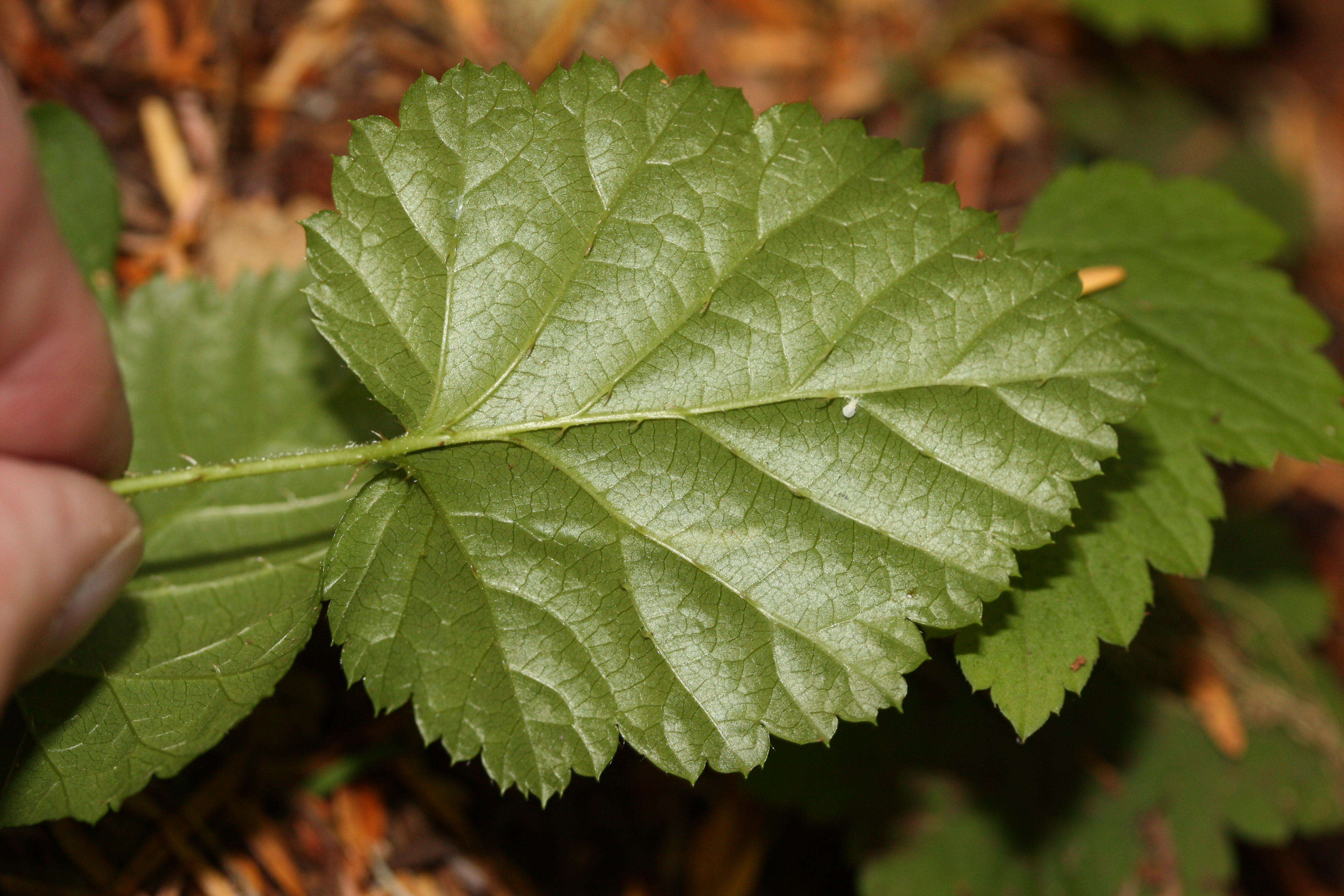
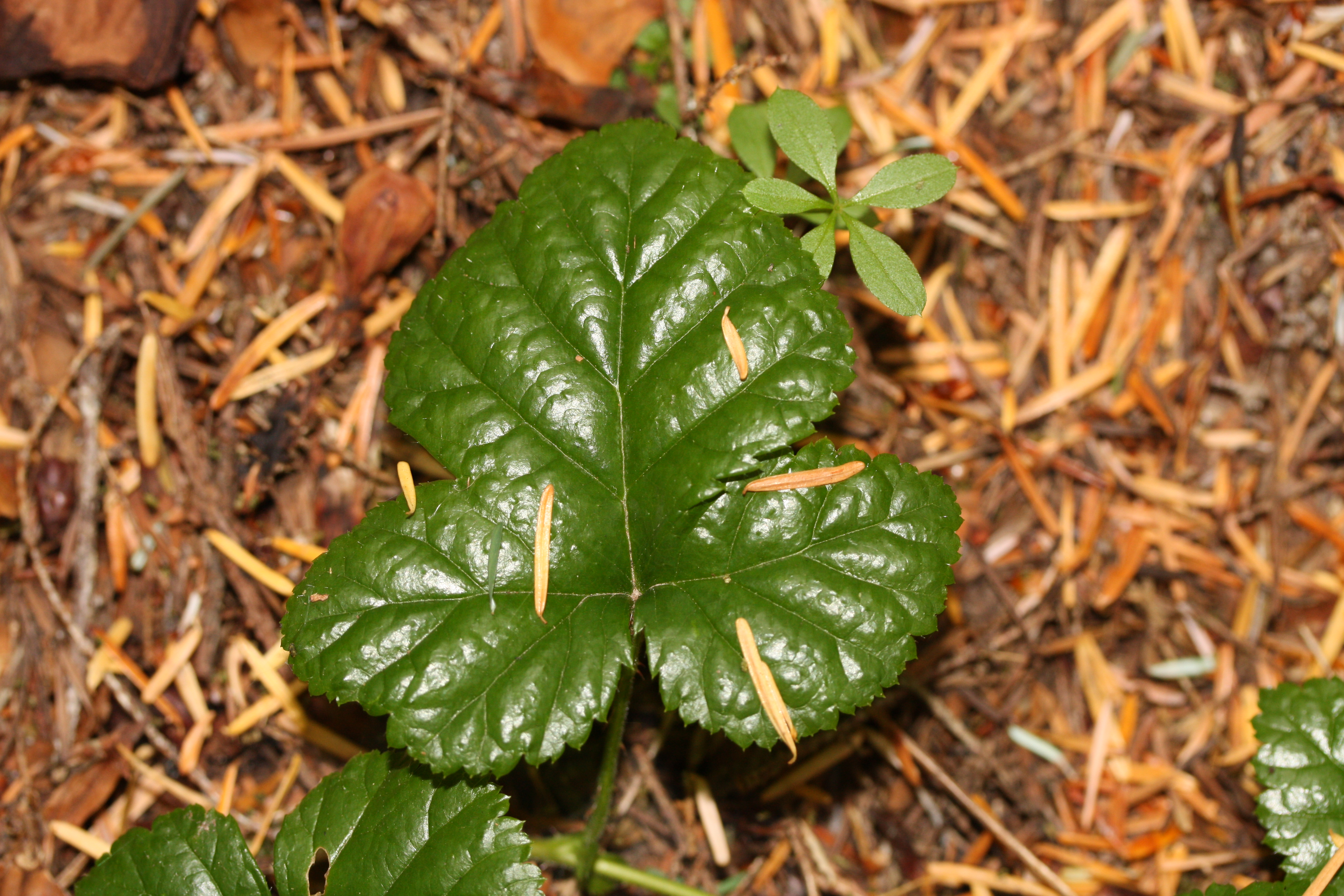
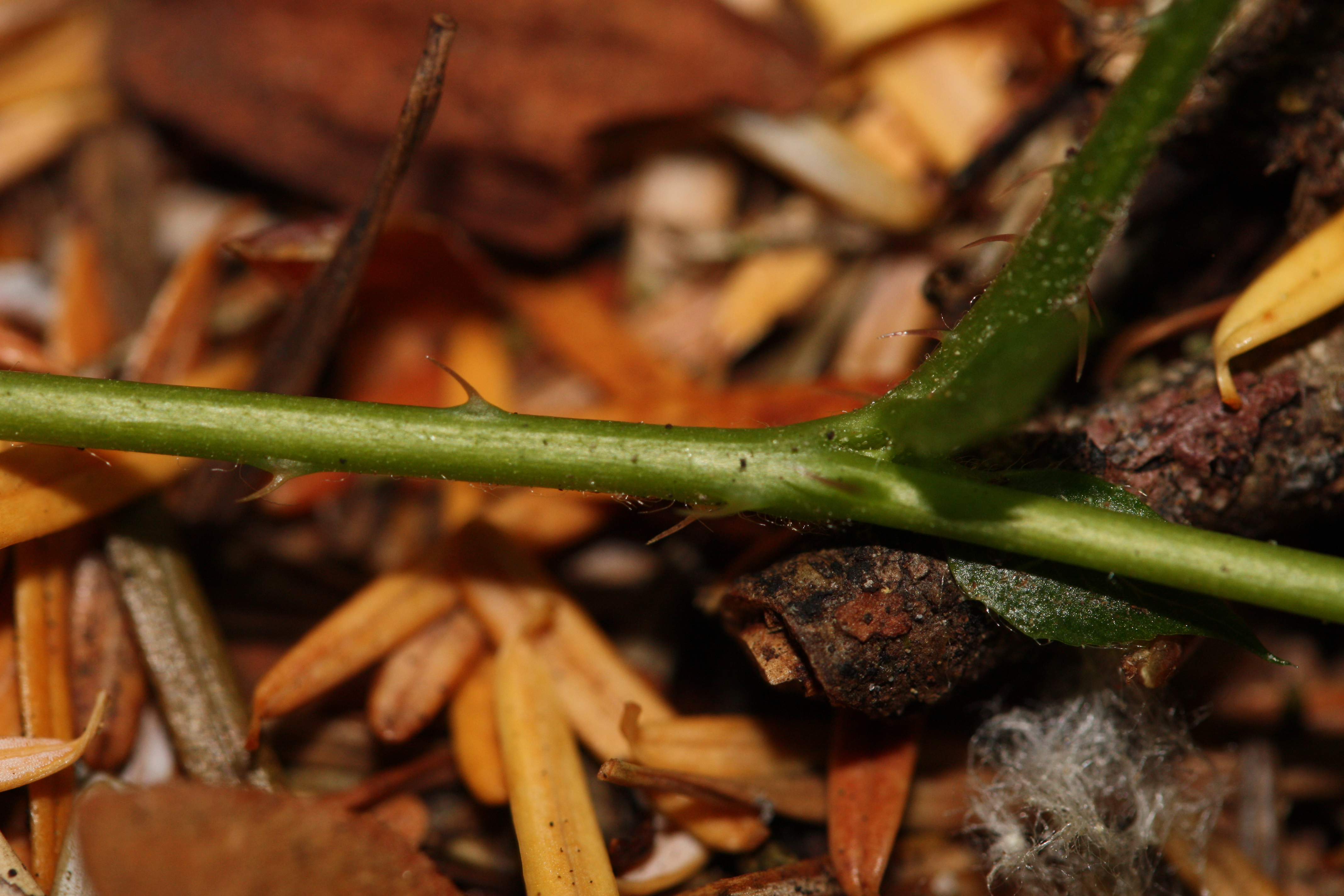